# Kawasaki
Kawasaki Heavy Industries, Ltd. (яп. 川崎 重工業 株式会社, Kawasaki Jūkōgyō Kabushiki-gaisha) — японська корпорація зі штаб-квартирами в містах Кобе й Токіо (район Мінато), створена Сьодзо Кавасакі в 1896 році; один із найбільших у світі промислових концернів. На початках компанія займалася суднобудуванням, але на даний час основна продукція  — це мотоцикли й мотовсюдиходи (підрозділ Consumer Products and Machinery). Серед випущених Kawasaki товарів також гідроцикли, трактори, потяги, двигуни, деталі для літаків Boeing, Embraer та Bombardier Aerospace.
Підрозділ Kawasaki Heavy Industries Aerospace Company за контрактом з Міністерством оборони та Японським агентством аерокосмічних досліджень займається постачанням апаратури для літальних і космічних апаратів, гелікоптерів, авіасимуляторів, розробляє повітряно-реактивні двигуни та ракетну зброю.

## Історія
Початком історії Кавасакі можна вважати 1878 рік, коли Шозо Кавасакі (Shozo Kawasaki) заснував корабельню Цукіжі Кавасакі (Kawasaki Tsukiji Shipyard) в Токіо. У 1886 році підприємство розширюється в міру того, як засновується суднобудівний завод Кавасакі в місті Кобе.
У 1896 році верф Цукіжі Кавасакі увійшла до складу створеної Kawasaki Dockyard.
У 1906 році нещодавно створена корпорація займалася вже випуском локомотивів, вантажівок, пасажирських поїздів на новому заводі в Хього, а наступного року — парових турбін. Компанія будує перший підводний човен у Японії.
У 1911 році компанія почала освоювати сталепрокатне виробництво, що призвело до інтересу в літакобудуванні, а потім і до виготовлення власних моторів. Компанія закінчує перший паровий локомотив, зроблений приватною компанією в Японії.
З 1918 році було освоєно авіаційне виробництво.
У 1928 році корпорація розпалася на спеціалізовані компанії — авіаційну, сталеливарну, суднобудівну та машинобудівну.
Усі підприємства концерну в значній мірі постраждали під час Другої світової війни, що змусило в перші повоєнні роки відбудовувати заводи практично заново.
У 1961 році була утворена компанія Kawasaki Motorcycles.
У 1968 році компанія (Kawasaki Aircraft) уклала технічну угоду з Unimation Inc, американською компанією, що спеціалізується на промислових роботах, і почала дослідно-конструкторські роботи.
У 1969 році для підвищення конкурентоспроможності було прийнято рішення про злиття Kawasaki Aircraft в єдину гігантську корпорацію — Kawasaki Heavy Industries, Ltd.
У 1972 році компанія об'єднується з Kisha Seizo Co, Ltd і стає лідером у Японії з виробництва рухомих складів.
У 1975 році компанія починає виробництво мотоциклів у США, випередивши всіх інших виробників моторних транспортних засобів. Компанія розширює виробництво в США рухомих складів в 1986 році й будівельного обладнання в 1988 році.
У 1989 році компанія отримує замовлення на будівництво моста Акасі-Кайке, що згодом став найдовшим підвісним мостом у світі, який був відкритий 1998 року.
У 2002 році створюються дочірні компанії — Kawasaki Shipbuilding Corporation (суднобудування та морські споруди) і Kawasaki Precision Machinery Ltd Kawasaki (верстати та гідравлічне обладнання).
У 2005 році створюється дочірнє підприємство — Kawasaki Plant Systems, Ltd (завод).
У 2007 році формується заводська команда Kawasaki Motors у класі MotoGP, за яку відповідає європейський дочірній підрозділ Kawasaki Heavy Industries.
У 2010 році Kawasaki Shipbuilding Corporation, Kawasaki Precision Machinery Limited і Kawasaki Plant Systems, Ltd знову увійшли до складу Kawasaki Heavy Industries.

## Продукція

### Суднобудування
На судноверфях компанії Кавасакі в 1906 році був побудований перший японський підводний човен.
Компанія будує танкери СПГ і танкери LPG, контейнерні судна, балкери, військові кораблі, а також підводні човни.
Кавасакі виробляє найширший спектр морських машин і устаткування, включаючи основні двигуни, кермові механізми, палубні і рибальські механізми.
Компанія розробила суднову парову турбіну типу UA, яка займає найбільшу ринкову частку на основному ринку двигунів для танкерів СПГ.

### Рейковий рухомий склад
Кавасакі — найбільший у Японії виробник рухомих складів. З моменту початку своєї діяльності в промисловості в 1906 році компанія виробила цілий ряд транспортних засобів, які залишили слід в історії залізничної промисловості, включаючи перший паровоз, вироблений приватною компанією в Японії, і перший японський алюмінієвий рухомий склад.
Усього, починаючи з 1906 року, компанія виробила понад 90 000 одиниць залізничної техніки.
Компанія виробляє високошвидкісні поїзди для високошвидкісної мережі японських залізниць Сінкансен, крім поїзда серії 800.
Компанія також виробляє експрес-потяги та приміські поїзди, поїзди метрополітену, товарні потяги, локомотиви, монорельси й нові транзитні системи.

### Авіабудування і космічні апарати
У даній області спеціалізується підрозділ компанії Kawasaki Heavy Industries Aerospace Company.
У 1922 році з'явився перший аероплан, повністю побудований компанією.
Свій перший літак (бомбардувальник і розвідник «тип 88») компанія побудувала в 1927 році.
До відомих літаків фірми відносяться винищувач Ki-10 (перший політ в 1935 р.), а також широко застосовувалися під час Другої світової війни винищувачі Ki-45 (1941), Ki-61 (1941; побудовано понад 3000) і легкі бомбардувальники Кі-32 (1937), Ki-48 (1938). Після війни авіаційне виробництво було відновлено в 1954 і в 1950- 1960-х роках в основному включало ліцензійний випуск американських вертольотів, літаків і двигунів.

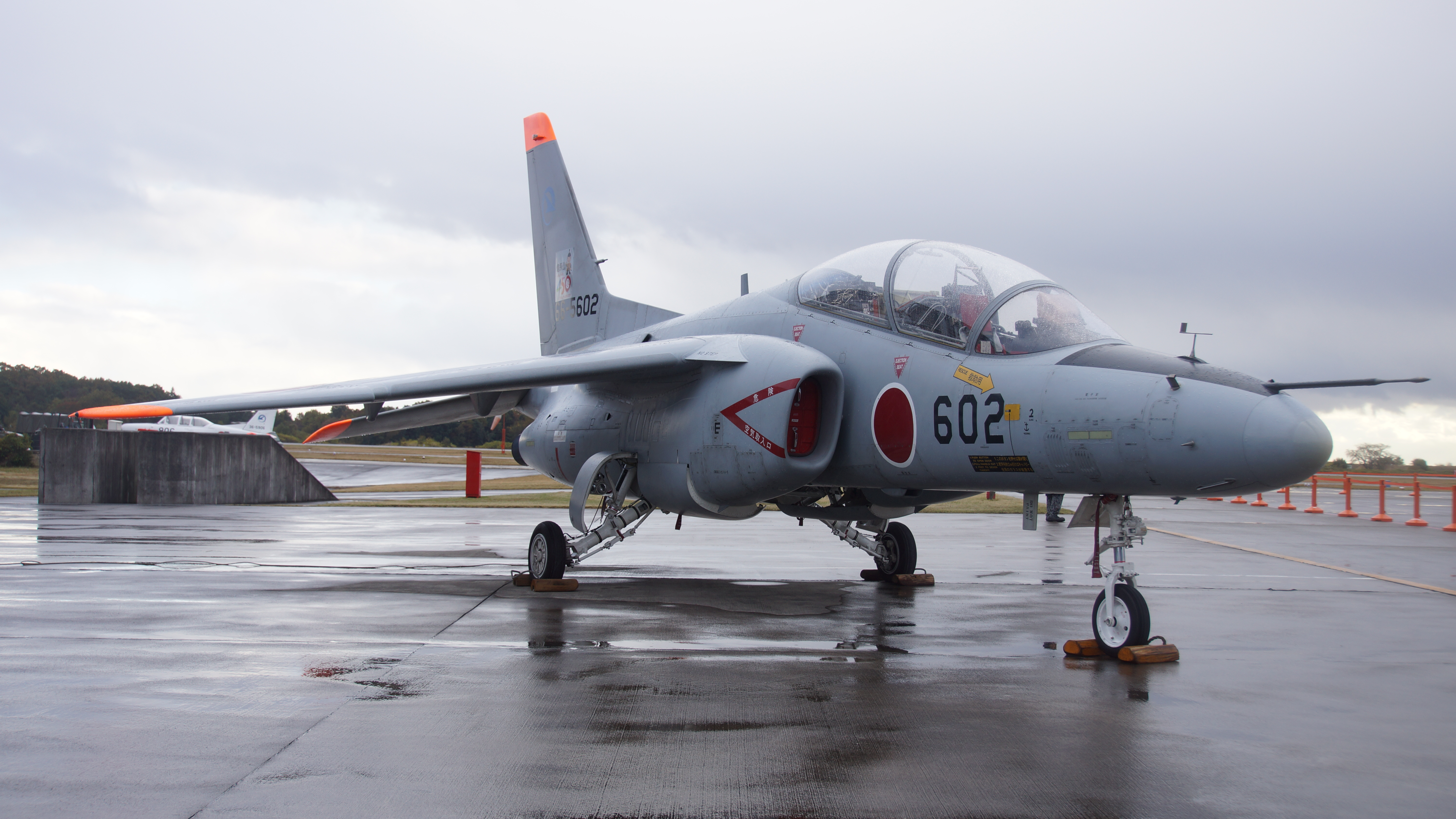
Літак Kawasaki T-4 Збройних сил Японії

Компанія зіграла головну роль як генеральний підрядник для Міністерства оборони при створенні навчально-тренувального реактивного літака (MOD) Т-4 і P-3C протичовнового патрульного літака.
Нині компанія є генеральним підрядником у створенні двох великих літаків наступного покоління: PX патрульного літака базової авіації і CX транспортного літака.
Компанія займається розробкою та виробництвом літака Боїнг 767 і Боїнг 777 спільно з компанією The Boeing Company, США, і реактивні літаки Ембраєр 170, 175, 190 і 195 спільно з бразильським виробником Empresa Brasileira де Aeronautica SA (Ембраєр).
Кавасакі також виробляє безліч вертольотів різних розмірів, включаючи BK 117, спільно розроблений і вироблений з німецькою компанією Eurocopter Deutschland GmbH. Кавасакі виробляє вертоліт CH-47J/JA, а також розробила і випускає легкий розвідувальний вертоліт OH-І.

### Космічні апарати

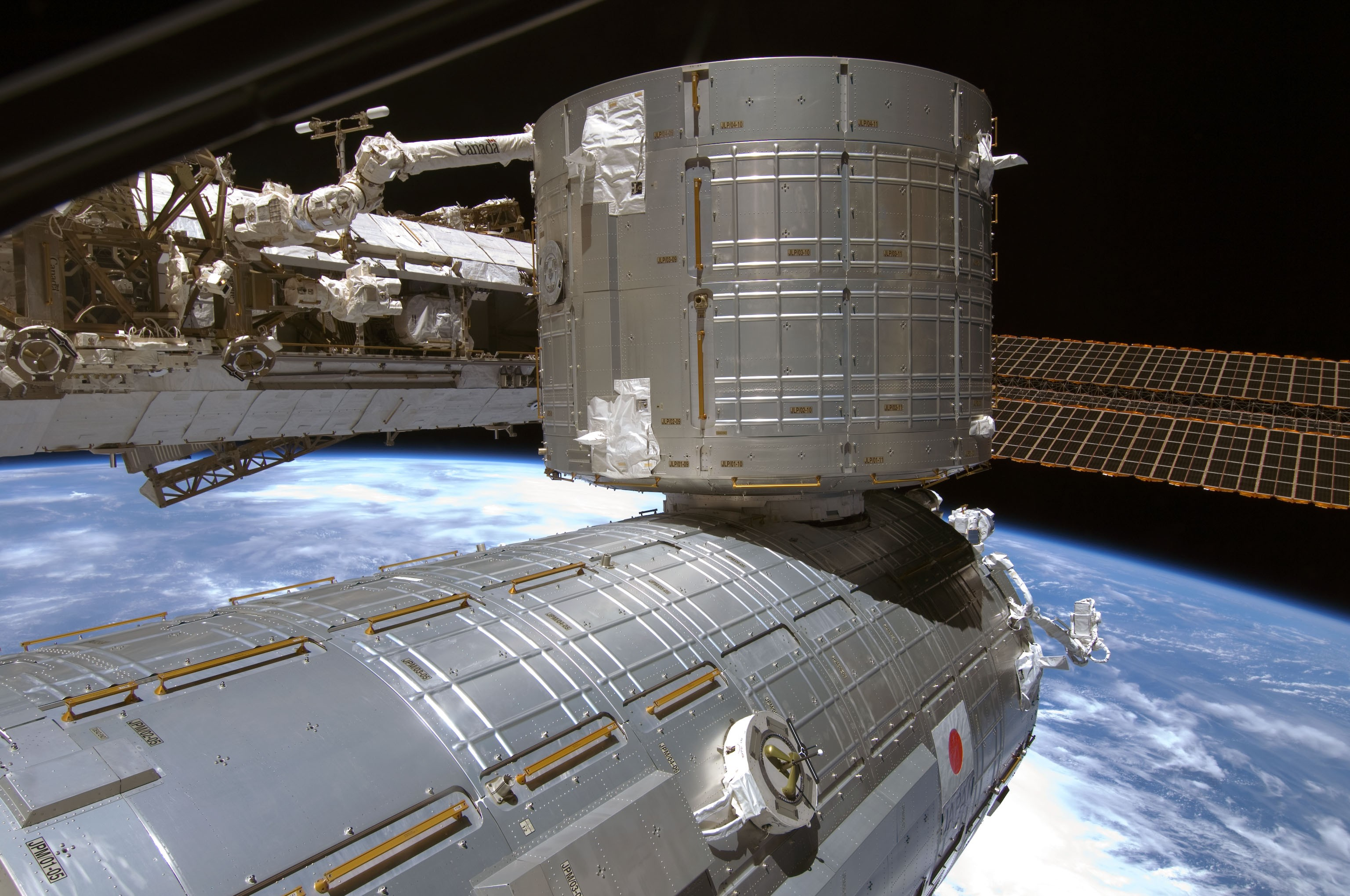
Японський модуль Кібо для МКС

Компанія «Кавасакі» почала брати участь в освоєнні космічного простору з роботи для Японського агентства космічних досліджень (JAXA), на комплексі ракетних установок N, з устаткування для акустичних тестів і експериментального геодезичного супутника.
Компанія брала участь у проектах, пов'язаних з космічною робототехнікою, таких як: Японський Експериментальний Модуль для МКС «Кібо», експериментальний орбітальний літак HOPE-X і стикувальний механізм для експериментально-технологічного супутника (ETS-VI).
З 1990-х Компанія була відповідальною за розробку і виробництво головних обтічників, зчіпки головного обтічника (СУП[що це?]) і виробництва пускового комплексу для ракети Н-II. В даний час «Кавасакі» бере участь у розробці стратосферної платформи та пілотованої космічної технології, включаючи навчання астронавтів.

### Будівництво об'єктів інфраструктури
У 1989 році компанія почала будівництво моста Акасі-Кайке, що згодом став найдовшим підвісним мостом у світі, який був відкритий в 1998 році.
Компанія спеціалізується на прокладанні тунелів, як на внутрішньому ринку, так і на міжнародному рівні. Бурова тунельних машин, яка була використана для риття Євротунелю, і захисні пристрої діаметром 14,14 метра, використані у будівництві Аквалініі Токійської затоки, — два добре відомих приклади.
Компанія Кавасакі займається спорудженням сталевих конструкцій: мостів; наземних резервуарів з подвійними стінами для зберігання газу, а також підземних резервуарів для зберігання; висувних дахів.

### Промислові роботи
В області виробництва промислових роботів спеціалізується підрозділ компанії Kawasaki Robotics.
У 1969 році Kawasaki почала розглядати розробку і виробництво машин і систем, завдяки чому стала піонером Японії в галузі промислової робототехніки. У 1968 році компанія уклала технічну угоду з Unimation Inc, американської компанією, що спеціалізується на промислових роботах, і почала дослідно-конструкторські роботи. У 1969 році компанія досягла успіху в розробці робота «Кавасакі-Unimate» першого промислового робота коли-небудь створеного у Світі.
На сьогоднішній момент сімейство роботів Kawasaki досить велике і для вирішення будь-якої задачі автоматизації знайдеться відповідний його представник. Нині Кавасакі випускає десятки різних моделей роботів, які розділені на серії за функціональним принципом, вантажопідйомності і розміром:
- Серія B — роботи для точкового зварювання.
- Серія F — найменші роботи Кавасакі. Вантажопідйомність від 2 до 60 кг.
- Серія R — більш високі виробничі характеристики ніж сімейства F.
- Серія РА — роботи для роботи в області дугового зварювання.
- Серія K — роботи для фарбування.
- Серія Z — роботи для переміщення та укладання важких вантажів на піддони, або зняття їх з піддонів і подачі на конвеєр. Вантажопідйомність від 130 до 300 кг. Використовуються при конвеєрній збірці.
- Серія М — роботи для переміщення та укладання важких вантажів до 700 кг.
- Серія Y — роботи паралельного типу для високошвидкісної роботи в харчовій, фармацевтичній та інших областях.
- RobotClean — роботи для роботи на високотехнологічних виробництвах. Найвищі вимоги по чистоті й точності позиціонування.

### Мотобудування

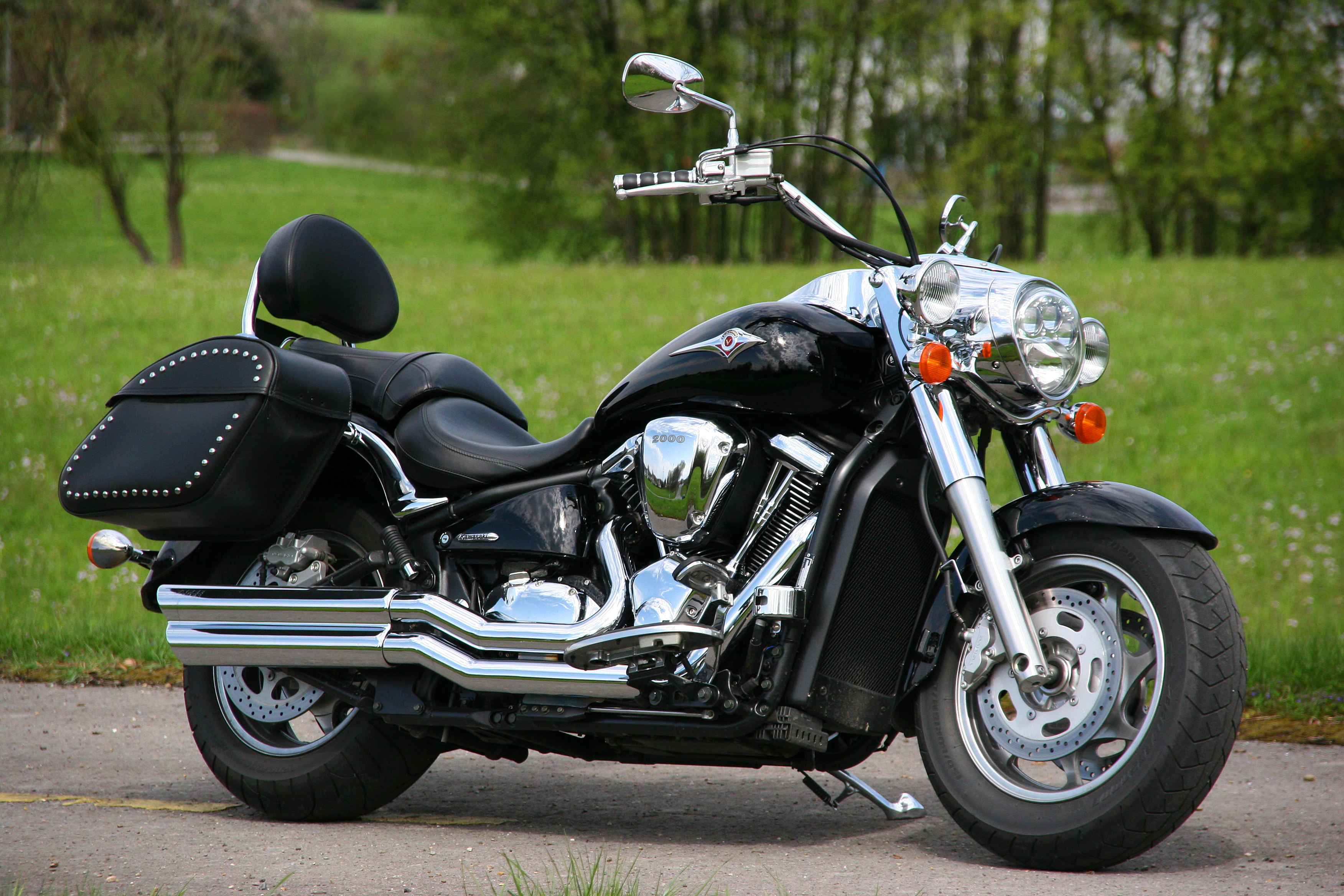
Kawasaki VN2000

Після Другої світової війни відділення компанії, що спеціалізувалося на літакобудуванні, перекваліфіковувалося на виготовлення деталей для мотоциклів, а з часом і двигунів. Але до кінця 1950-х років керівництво компанії усвідомило, що така діяльність практично не приносить дивідендів, оскільки попит мали лише мотори й деталі відомих фірм, а Kawasaki Heavy Industries не володіло впізнаваною торговельною маркою. Тоді надійшла пропозиція випускати мотоцикли. Просувати їх слід було, звичайно ж, на змаганнях.
За виробництво споживчої техніки — мотоциклів, квадроциклів, гідроциклів та іншого — відповідають Kawasaki Motors Corporation Japan (виробництво в Японії) і Kawasaki Motors Manufacturing Corporation USA (виробництво в США).
У 2004 році Кавасакі випустив 468 тисяч мотоциклів, мотоусюдиходів і водних мотоциклів, 41 % яких був проданий на ринку Північної Америки.

#### Моделі мототехніки
- Kawasaki ZX-12R Ninja
- Kawasaki 300 Ninja
- Kawasaki  ER-6N
- Kawasaki Ninja 650R

## Фінансові показники
Компанія зазнала збитків у 1997—2000 роках. У 2001 році зростання продажів і зниження операційних витрат допомогли Kawasaki заробити ¥ 6280 млн — перший прибуток за чотири роки.
Показники за 2008 рік:
- Обсяг продажів — 1,5 трильйона ієн (14,98 мільярда дол.)
- Операційний прибуток — 76,91 мільярда ієн (765,57 мільйона дол.)
- Чистий прибуток — 35,14 мільярда ієн (350,71 мільйона дол.)

## Структура
Kawasaki — багатонаціональна корпорація з більш ніж 50 холдингами (фабрики, дистриб'юторські центри, відділення з маркетингу та продажу), включає в себе 100 компаній в Японії і по всій земній кулі, всі разом вони формують провідну у світі промислову та технологічну бізнес-групу.
З 2010 року компанія має наступну структуру з 7 підрозділів:[джерело?]
1. Kawasaki Shipbuilding Corporation[en] — заснована в 2002 році, використовує свої передові технології та майстерність у суднобудуванні та ремонті суден на своїх суднобудівних заводах в Кобе і Сакаїде.
2. Kawasaki Heavy Industries Rolling Stock Company[en].
3. Kawasaki Heavy Industries Aerospace Company за контрактом з Міністерством оборони та Японським агентством аерокосмічних досліджень займається постачанням апаратури для літальних і космічних апаратів, вертольотів, авіасимуляторів, розробляє повітряно- реактивні двигуни і ракетну зброю.
4. Gas Turbine & Machinery Company — включає в себе два підрозділи: Турбіни Кавасакі (газ сухої перегонки) і Відділення машинного обладнання.
5. Plant & Infrastructure Company (K-Plant) — заснована в 2005 році, є дочірньою компанією, цілком належить компанії Кавасакі, відповідає за проектування промислових підприємств від проекту до продажу.
6. Motorcycle & Engine company.
7. Kawasaki Precision Machinery Ltd (KPM) — заснована в 2002 році, виробляє і реалізує промислове гідравлічне обладнання переважно для будівництва машинного обладнання.